# Askeryds distrikt
Askeryds distrikt är ett distrikt i Aneby kommun och Jönköpings län. 
Distriktet ligger i sydöstra delen av kommunen. 

## Tidigare administrativ tillhörighet
Distriktet inrättades 2016 och utgörs av socknen Askeryd i Aneby kommun.
Området motsvarar den omfattning Askeryds församling hade vid årsskiftet 1999/2000.